# Трговина људима у Вијетнаму
У 2008. години Вијетнам је првенствено био извориште за жене и децу којима се тргује ради комерцијалне сексуалне експлоатације и присилног рада. Жене и деца су кријумчарени у Народну Републику Кину, Камбоџу, Тајланд, Јужну Кореју, Малезију, Тајван и Макао ради сексуалне експлоатације. Вијетнамске жене су кријумчарене у Кину, Тајван и Јужну Кореју путем лажних или лажно представљених бракова, ради комерцијалне експлоатације или присилног рада. Вијетнам је такође био изворна земља за мушкарце и жене који мигрирају вољно и легално ради посла у грађевинарству, рибарству или производним секторима у Малезији, Тајвану, Кини, Тајланду и на Блиском истоку, али се касније суочавају са условима присилног рада или дужничког ропства. Вијетнам је био одредишна земља за камбоџанску децу која су тргована у урбане центре ради присилног рада или комерцијалне сексуалне експлоатације. Земља је имала интерни проблем трговине људима са женама и децом из руралних подручја која су тргована у урбане центре ради комерцијалне сексуалне експлоатације и присилног рада. Вијетнам је све више постајао дестинација за дечији сексуални туризам, са починиоцима из Јапана, Јужне Кореје, Кине, Тајвана, Уједињеног Краљевства, Аустралије, Европе и Сједињених Америчких Држава 2007. године, аустралијска невладина организација открила је 80 случајева комерцијалне сексуалне експлоатације деце од стране страних туриста само у туристичкој области Са Па у Вијетнаму.
У 2008. години, влада Вијетнама није у потпуности испоштовала минималне стандарде за елиминацију трговине људима, међутим, улаже значајне напоре да то учини. Влада је појачала кривично гоњење и ојачала прекограничну сарадњу у вези са трговином људима у вези са сексуалним услугама са Камбоџом, Кином и Тајландом, како би спасила жртве и ухапсила трговце људима. У исто време, било је случајева у којима су вијетнамски радници на уговорима, које су посредовали регрутери, повезани са државним лиценцираним компанијама, експлоатисани и, у својој интервенцији, влада се можда усредсредила на одржавање имиџа Вијетнама као привлачног извора гастарбајтера, на штету истраге притужби на трговину људима. Вијетнам је сарађивао са органима за спровођење закона из Камбоџе, Кине и Лаоса у спасавању жртава и хапшењу трговаца људима осумњичених за сексуалну трговину.
Земља је ратификовала Протокол о трговини људима из 2000. у јуну 2012. године.
Канцеларија Стејт департмента за праћење и борбу против трговине људима ставила је земљу у „Ниво 2“ 2017. године, као и 2023. године.
У 2021. години више од 60% тргованих људи у вијетнамско-кинеским злочинима трговине људима потиче од етничких мањина које живе у Вијетнаму, првенствено Тајланђана и Хмонга.
Индекс организованог криминала је 2023. године дао земљи оцену 7 од 10 за трговину људима, уз напомену да, иако се ситуација погоршала од пандемије Корона вируса, влада не спроводи минималне међународне стандарде за спречавање овог злочина.

## Трговина сексом у Вијетнаму
Вијетнам је земља порекла, одредишта и транзита за особе приморане у трговину сексом. Грађани, пре свега жене и девојчице, из свих етничких група у Вијетнаму и странци су били сексуално експлоатисани у другим земљама Азије и другим континентима. Присиљавају их на проституцију или бракове.

## Кривично гоњење
Вијетнамска влада је показала повећане напоре за спровођење закона у борби против трговине људима ради сексуалне експлоатације и неуједначене напоре у борби против трговине радном снагом. Постојећи закони не покривају свеобухватно трговину људима, међутим, различити закони у Кривичном законику дозвољавају кривично гоњење у свим облицима. Владина премијерска директива из јула 2007. године упутила је Министарству правде да предложи нацрт закона Народној скупштини о свеобухватном новом закону против трговине људима и проширила дефиницију трговине људима у Вијетнаму на мушкарце, а не само жене и децу. Директива је такође наметнула ниво одговорности свим председницима покрајинских народних одбора за борбу против трговине људима. Казне прописане за трговину људима и за сексуалну и за радну експлоатацију су довољно строге, а казне за сексуалну експлоатацију су сразмерне са онима за друге тешке злочине, као што је силовање. Већина трговаца људима се гони по члановима 119, 120 и 275 Кривичног закона, који се баве трговином људима ради комерцијалне сексуалне експлоатације. Влада није пријавила било какво кривично гоњење или осуду за злочине трговине радном снагом као што су присилни рад или дужничко ропство. Према Вијетнамском Националном управном комитету за трговину људима, полиција је 2007. године истражила 369 случајева сексуалне трговине у којима је учествовало 930 жена и деце жртава. Полиција је ухапсила 606 осумњичених трговаца људима и процесуирала 178 случајева, добивши 339 појединачних осуда за преступнике трговине људима. Деветнаест трговаца осуђено је на 15-20 година затвора. Преосталих 320 осуђено је на мање од 15 година затвора.
Чини се да је ниво укључености званичника у омогућавање трговине људима низак. Постоје повремени извештаји да су граничари узимали мито да би погледали на другу страну. У априлу 2007. године у Хо Ши Мину, полиција је прекинула корејски трговачки ланац који је на превару регрутовао Вијетнамце за бракове, спасавајући 118 жена. Три одвојена трговца људима су осуђена и осуђена на 6-12 година затвора због трговине женама у Макао да би наводно радили као масери, а затим их натерали на проституцију. Полиција из Вијетнама и Лаоса сарађивала је у спасавању једанаест жена и разбијању ланца трговине сексом који је жене и девојке селио у Малезију, Филипине и Индонезију. У јулу, Народни суд Хо Ши Мина осудио је шест Вијетнамаца на казне од 5 до 12 година за трговину 126 жена у Малезију под маском агенције за склапање бракова.

## Заштита
Вијетнамска влада је показала све веће напоре у заштити жртава 2007. године, посебно за жртве сексуалне трговине. Одређени број центара за помоћ жртвама и процену успостављен је у одређеним пограничним областима. Жртве сексуалне трговине подстицане су да помогну у истрази и процесу кривичног гоњења, као и да поднесу грађанску тужбу против трговаца сексом. Није било извештаја да су жртве сексуалне трговине кажњене или на други начин кажњене за дела почињена као директна последица трговине људима. Влада још увек нема формални систем идентификације жртава било које врсте трговине људима, али Унија жена Вијетнама и међународне организације, укључујући Међународну организацију за миграције и Уницеф, настављају са обуком Команде граничне страже и локалних вијетнамских власти да идентификују, обрађују и лече жртве.
Влада је 2007. године донела Одлуку бр. 17 о примању и пружању помоћи жртвама сексуалне трговине које се враћају из иностранства. У фебруару 2008. године, било је извештаја о групи од преко 200 Вијетнамских мушкараца и жена које су регрутовале вијетнамске државне агенције за рад за рад у фабрикама одеће у Јордану, а који су наводно били подвргнути условима лажног запошљавања, дужничког ропства, противправног одузимања путних исправа , затварање и манипулисање условима запошљавања у сврху принудног рада на њиховом радном месту. Ови услови су довели до штрајка радника, а потом и до свађа међу радницима и са јорданском полицијом. У неким извештајима се наводи да су радници били суочени са претњама одмазде од стране званичника вијетнамске владе и представника агенција за запошљавање ако се не врате на посао. Вијетнамска влада је вратила групу, након преговора о раду са тајванским послодавцем и јорданским властима у име радника. Вијетнамска влада није привела ниједног од радника који су се вратили у Вијетнам, која је навела да радници неће бити кривично гоњени, иако би могли бити предмет грађанских новчаних казни од фирми за запошљавање због кршења њихових уговора. Није било извештаја о напорима вијетнамске владе да се било који од радника сматра могућим жртвама трговине људима. У марту 2007. године, Унија жена Вијетнама је отворила национални „Центар за жене и развој“ у Ханоју да пружи склониште, саветовање, финансијску и стручну подршку жртвама сексуалне трговине и насиља у породици.
Министарство за рад, инвалиде и социјална питања известило је да су враћене 422 жене и деца жртве сексуалне трговине. Званичници распоређени у Тајван и Јужну Кореју добили су брифинге о пружању помоћи вијетнамским невестама. Према Уредби премијера 69, кораци за заштиту вијетнамских жена од лажних или тргованих ситуација као резултат бракова путем посредовања укључивали су повећану дужну пажњу у издавању извода из матичне књиге венчаних и кораке како би се осигурало да брак буде добровољан. Унија жена Вијетнама је започела програм са својим колегом у Јужној Кореји за успостављање саветовалишта и телефонских линија пре брака у кључним изворним областима Вијетнама.

## Превенција
Вијетнамска влада је наставила да показује напредак у напорима да спречи трговину људима кроз подизање свести јавности. Међународне организације и невладине организације наставиле су сарадњу са владом како би пружиле обуку и техничку помоћ различитим званичницима министарстава, као и партнерство у кампањама подизања свести јавности. Унија жена Вијетнама и Вијетнамска омладинска унија организовали су догађаје укључујући рекламе, радио и телевизијске кампање, као и циљане догађаје у школама у подручјима високог ризика. ВВУ је сарађивао са својим колегом у Републици Кореји на спровођењу кампања подизања свести и успостављању телефонске линије за вијетнамске невесте. Спонзорисала је телевизијски документарац за жене које планирају да се удају за странце који је приказао позитивне и негативне исходе. Вијетнамска телевизија повремено се бави трговином људима у популарном програму о кућној економији тако што приказује повратнике који говоре о својим искуствима и како да избегну трговину људима. Вијетнамска телевизија је 2007. године сарађивала са MTV EXIT на емитовању документарног филма о борби против трговине људима и кампање подизања свести који финансира Влада Сједињених Америчких Држава.
Није било видљивих мера које је Влада предузела да смањи потражњу за комерцијалним сексуалним односима. Крајем 2007. године, Вијетнам је основао истражну јединицу за дечији сексуални туризам у оквиру свог Министарства јавне безбедности. Вијетнам је активно радио на успешном кривичном гоњењу америчког држављанина који је био промотер дечијег секс туризма у Вијетнаму. Захтев да сви туристи који бораве у хотелима региструју своје пасоше могао би помоћи у задржавању туриста који се баве дечјом проституцијом из Вијетнама. Међутим, многи хотели за кратки боравак су усмерени на проституцију и обично не захтевају регистрацију.